# Икша (приток Ветлуги)
Икша — река в России, протекает в Республике Марий Эл. Устье реки находится в 86 км по левому берегу реки Ветлуги. Длина реки составляет 34 км, площадь водосборного бассейна 240 км².
Исток расположен в заболоченном лесу в 32 км к юго-западу от посёлка Килемары. Исток находится в Килемарском районе, ниже река перетекает в Юринский район.
Река течёт на юго-запад по ненаселённому (в верхнем и среднем течении) заболоченному лесу. В нижнем течении на реке деревня Икша. Ниже её река впадает в Ветлугу, последние километры реки представляют собой старицу Ветлуги.

## Этимология
Название сопоставимо с марийским икса — «ручей, небольшая речка».

## Данные водного реестра
По данным государственного водного реестра России относится к Верхневолжскому бассейновому округу, водохозяйственный участок реки — Ветлуга от города Ветлуга и до устья, речной подбассейн реки — Волга от впадения Оки до Куйбышевского водохранилища (без бассейна Суры). Речной бассейн реки — (Верхняя) Волга до Куйбышевского водохранилища (без бассейна Оки).
Код объекта в государственном водном реестре — 08010400212110000043717.